# Степојевац
Степојевац је сеоско насеље у градској општини Лазаревац у граду Београду. Према попису из 2022. било је 2.711 становника.
Указом Краља од 30. новембра 1921. године насеље је добило статус варошице.
Овде се налазе Црква Сабора српских светитеља у Степојевцу, Железничка станица Степојевац, Археолошко налазиште Баташина и ФК Степојевац Вага.

## Положај села
Степојевац је на плећатим косама између речице Опарне, Врбовице и реке Колубаре. Куће су груписане дуж главних путева који се у друмском насељу Степојевца укрштају и то; дуж пута који води долином Колубаре на њеној десној страни, затим пута који води од Београда за Ваљево и трећег попречног пута који повезује насеља у Тамнави преко Степојевца и Лесковца са насељима у Космају. Село је мање разбијеног типа. Оно се дели на Горњи Крај, Доњи Крај и на друмско насеље које има улогу варошице. Мањи крајеви се називају по родовима. Границе потеса (атара) чине према Лесковцу – Гај, Бостаниште, Грабље и Кленак; према Врбовни су Дубраве, речица Врбовица, Брдо и Буковац; до Конатица је крај Пољане; места Луг, Требеж и Саставци су према Великим Црљенима; до Соколова је Јасенова Бара а преме Малом Борку и Цветовцу су Пештанац и река Колубара.

## Воде
Село обилује добром и здравом водом. Извори су Баташина, Бабина Вода, Стубле, Точак, Дућковац, Велики Бунар и Бунарина. Кроз село теку ове реке: Бељаница, Турија, Опарна (назива се и Торокуша) и Пештанац. Старо корито Пештана је пресушило и оно се затрпава. Сеоски потоци теку само у времену већих киша и отапања снега. То су ови потоци: Селишњак у месту Селишњаку, Чолић-Поток, Буковац, Роксић-Поток утиче у Чолић-Поток и речица Врбовица.

## Земље и шуме
Њиве су на местима која се зову: Колубара, Пештанац, Луг, Буковац, Пожаре, Пландиште, Гај, Липовица, Вотњачине и Зелена Бара. Осим тога њиве се називају по изворима и потоцима. Шума је у Гају.

## Старине у селу
За старо гробље у месту Баташини казује се да је „маџарско“. И данас има неколико великих надгробних плоча, које су грубо отесане. Оне су без шара и натписа. Сеоски учитељ је недавно раскопао једну такву плочу и нашао под њом гробницу, која је зидана од веома танких опека у малтеру. У гробници је било више људских костура. Истраживач није претурао кости, јер му је била тежња само да утврди, да ли су плоче надгробне или су случајно доспеле на то место. Он је напустио даља истраживања и гроб опет покрио плочом. По свој прилици то је било гробље насеља Баташине које се помиње у архивској грађи у првој половини 18. века. Испод гробља нађен је темељ од цркве и камена часна трпеза, која је била у олтару те цркве.
Друго старо гробље је знатно млађе од овог у Баташини. Код њега је данашње гробље. На месту у Виноградима се налази кремење. Нисмо имали прилике, пише Петар Ж. Петровић, да видимо то кремење, а по саопштењима се није могло одредити да ли су та кремења била оруђа праисторијских људи који су живели на овим просторима.

## Подаци о селу
Старо насеље Степојевац је било у Селишту, до шуме у Липовици, па се, због „чуме“ (куге) преселило на данашње место, које се звало Дубрава. Очеви данашњих старијих људи упамтили су када је у данашњем насељу било свега седам кућа.
У Степојевцу се литија носи на Спасовдан, а „бденије“ се држи на Водену Суботу, прву по Васкрсу. У друмском насељу има два парна млина, три гостионице, неколико трговачких радњи, општинска судница и основна школа.
На Ебшелвицовој карти, која је цртана у првој половини 18. века, означено је насеље Баташина на месту данашњег Степојевца. То се име сачувало у називу извора Баташина. По архивским подацима Степојевац се помиње као село 1818. године, када је имао 47 кућа, а 1844 године у њему је било 83 куће са 541 становника. Данс у Степојевцу има 41 род са 369 кућа и један ромски род са 6 кућа.

## Демографија
У насељу Степојевац живи 2397 пунолетних становника, а просечна старост становништва износи 40,0 година (40,1 код мушкараца и 39,9 код жена). У насељу има 1022 домаћинства, а просечан број чланова по домаћинству је 2,95.
Ово насеље је великим делом насељено Србима (према попису из 2002. године), а у последња три пописа, примећен је пораст у броју становника.
|             | \| Демографија[1] \| Демографија[1] \| Демографија[1] \| \| Година \| Становника \| Становника \| \| -------------- \| -------------- \| -------------- \| \| 1948. \| 2.327 \| \| \| 1953. \| 2.299 \| \| \| 1961. \| 2.468 \| \| \| 1971. \| 2.638 \| \| \| 1981. \| 2.773 \| \| \| 1991. \| 2.943 \| 2.877 \| \| 2002. \| 3.019 \| 3.244 \| \| 2011. \| 2.894 \| \| |            |
| Демографија | |            |
| Година      | Становника | Становника |
| 1948.       | 2.327 |            |
| 1953.       | 2.299 |            |
| 1961.       | 2.468 |            |
| 1971.       | 2.638 |            |
| 1981.       | 2.773 |            |
| 1991.       | 2.943 | 2.877      |
| 2002.       | 3.019 | 3.244      |
| 2011.       | 2.894 |            |

| Етнички састав према попису из 2002.‍ | Етнички састав према попису из 2002.‍ | Етнички састав према попису из 2002.‍ | Етнички састав према попису из 2002.‍ | Етнички састав према попису из 2002.‍ |
| ------------------------------------ | ------------------------------------ | ------------------------------------ | ------------------------------------ | ------------------------------------ |
|                                      |                                      |                                      |                                      |                                      |
| Срби                                 | Срби                                 |                                      | 2.959                                | 98,01%                               |
| Горанци                              | Горанци                              |                                      | 8                                    | 0,26%                                |
| Роми                                 | Роми                                 |                                      | 6                                    | 0,19%                                |
| Хрвати                               | Хрвати                               |                                      | 5                                    | 0,16%                                |
| Румуни                               | Румуни                               |                                      | 5                                    | 0,16%                                |
| Југословени                          | Југословени                          |                                      | 4                                    | 0,13%                                |
| Црногорци                            | Црногорци                            |                                      | 3                                    | 0,09%                                |
| Македонци                            | Македонци                            |                                      | 3                                    | 0,09%                                |
| Чеси                                 | Чеси                                 |                                      | 1                                    | 0,03%                                |
| Украјинци                            | Украјинци                            |                                      | 1                                    | 0,03%                                |
| непознато                            | непознато                            |                                      | 15                                   | 0,49%                                |

| Година пописа     | 1948. | 1953. | 1961. | 1971. | 1981. | 1991. | 2002. |
| ----------------- | ----- | ----- | ----- | ----- | ----- | ----- | ----- |
| Број домаћинстава | 561   | 603   | 694   | 770   | 849   | 884   | 1.022 |

| Број чланова      | 1   | 2   | 3   | 4   | 5  | 6  | 7  | 8 | 9 | 10 и више | Просек |
| ----------------- | --- | --- | --- | --- | -- | -- | -- | - | - | --------- | ------ |
| Број домаћинстава | 218 | 264 | 171 | 201 | 91 | 52 | 16 | 6 | 2 | 1         | 2,95   |

| Пол    | Укупно | Неожењен/Неудата | Ожењен/Удата | Удовац/Удовица | Разведен/Разведена | Непознато |
| ------ | ------ | ---------------- | ------------ | -------------- | ------------------ | --------- |
| Мушки  | 1.238  | 351              | 748          | 66             | 64                 | 9         |
| Женски | 1.264  | 242              | 751          | 207            | 60                 | 4         |
| УКУПНО | 2.502  | 593              | 1.499        | 273            | 124                | 13        |

| Пол    | Укупно                    | Пољопривреда, лов и шумарство | Рибарство                            | Вађење руде и камена | Прерађивачка индустрија       |
| ------ | ------------------------- | ----------------------------- | ------------------------------------ | -------------------- | ----------------------------- |
| Мушки  | 625                       | 76                            | 0                                    | 209                  | 110                           |
| Женски | 301                       | 49                            | 0                                    | 26                   | 44                            |
| УКУПНО | 926                       | 125                           | 0                                    | 235                  | 154                           |
| Пол    | Производња и снабдевање   | Грађевинарство                | Трговина                             | Хотели и ресторани   | Саобраћај, складиштење и везе |
| Мушки  | 53                        | 58                            | 31                                   | 8                    | 27                            |
| Женски | 12                        | 6                             | 40                                   | 21                   | 11                            |
| УКУПНО | 65                        | 64                            | 71                                   | 29                   | 38                            |
| Пол    | Финансијско посредовање   | Некретнине                    | Државна управа и одбрана             | Образовање           | Здравствени и социјални рад   |
| Мушки  | 1                         | 4                             | 12                                   | 6                    | 4                             |
| Женски | 8                         | 7                             | 6                                    | 27                   | 31                            |
| УКУПНО | 9                         | 11                            | 18                                   | 33                   | 35                            |
| Пол    | Остале услужне активности | Приватна домаћинства          | Екстериторијалне организације и тела | Непознато            | Непознато                     |
| Мушки  | 22                        | 0                             | 0                                    | 4                    | 4                             |
| Женски | 7                         | 3                             | 0                                    | 3                    | 3                             |
| УКУПНО | 29                        | 3                             | 0                                    | 7                    | 7                             |

## Занимљивости
Степојевац је једним делом место одигравања радње у филму, касније серији српске продукције Џет Сет. У филму се радња одиграва 5. октобра 2006, а у серији 5. октобра 2011.